# Орія (Італія)
Орія (італ. Oria, сиц. Oria) — муніципалітет в Італії, у регіоні Апулія, провінція Бриндізі.
Орія розташована на відстані близько 460 км на схід від Рима, 95 км на південний схід від Барі, 30 км на південний захід від Бриндізі.
Населення — 15 387 осіб (2014).

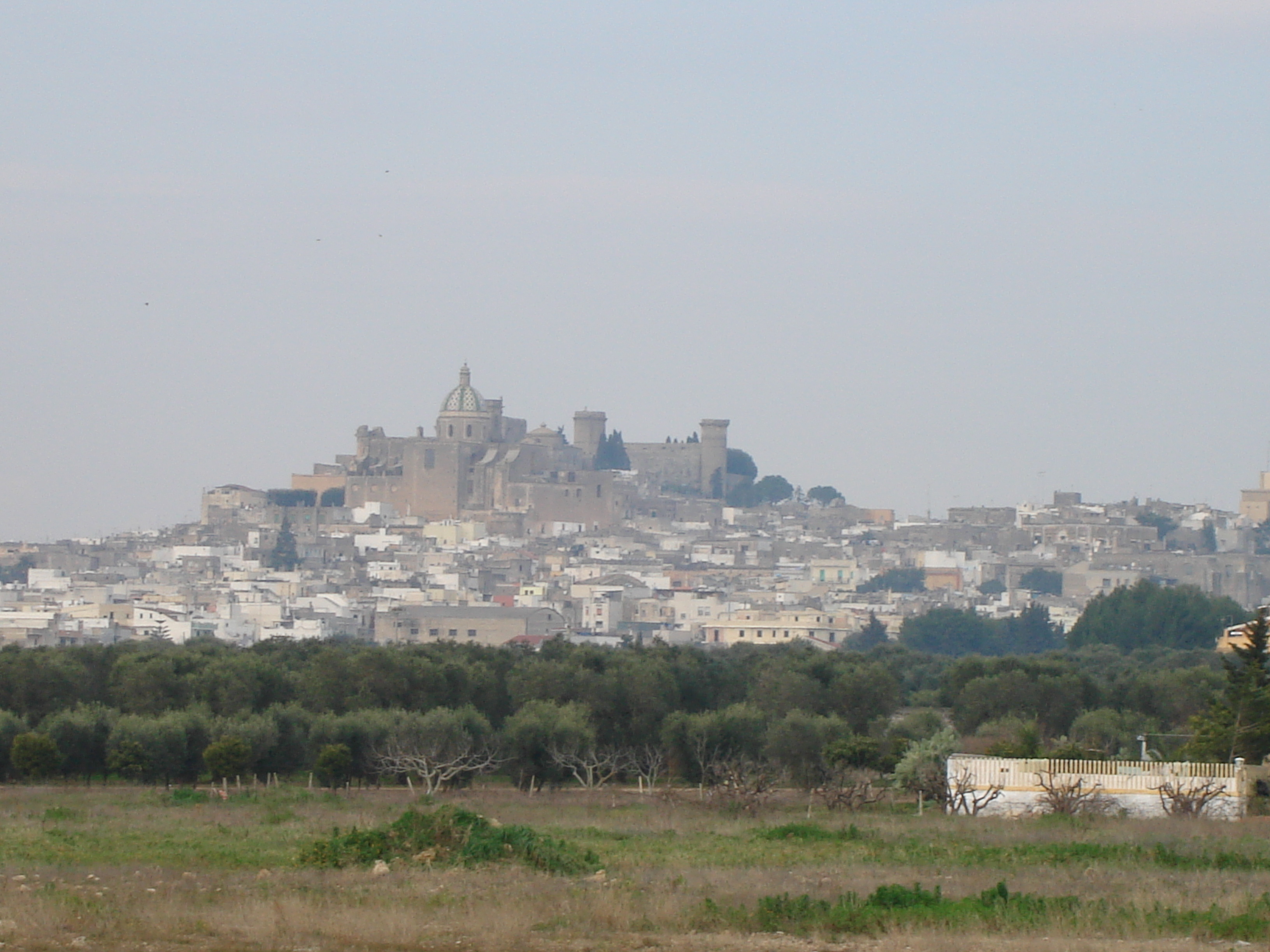

Щорічний фестиваль відбувається 29 серпня. Покровитель — San Barsanofio.

## Демографія
Населення за роками:

Станом на 1 січня 2023 року в муніципалітеті офіційно проживало 238 іноземців з 38 країн, серед них 83 громадяни країн Євросоюзу та 3 громадяни України.

## Персоналії
- Шабтай Донноло (913 — після 982) — греко-італійський і єврейський вчений в епоху Саадії гаона.

## Сусідні муніципалітети
- Ерк'є
- Франкавілла-Фонтана
- Латіано
- Мандурія
- Мезаньє
- Торре-Санта-Сузанна